# 변수 (수학)
수학에서 변수(變數)는 어떤 관계나 범위 안에서 여러 가지 값으로 변할 수 있는 수이다. 주로 문자로 표현되는 기호로, 상수(대개 숫자)의 자리를 대신하는 역할을 한다. 일반적으로 변수가 대상을 '나타낸다' 또는 '표시한다'고 말하며, 그 대상은 변수의 값이 된다.
원래 "변수"라는 용어는 주로 함수의 인수를 지칭하는 데 사용되었는데, 이 경우 그 값은 함수의 정의역 내에서 '변할 수' 있다. 이것이 이 용어를 선택하게 된 이유이다. 또한 변수는 함수의 값을 나타내는 데도 사용되는데, {\displaystyle y=f(x)}에서의 y가 그 예이다.
변수는 문제를 해결하는 동안 고정된 채로 남아 있는 미지정 수를 나타낼 수 있다. 이 경우 흔히 '매개변수'라고 부른다. 변수는 결정되어야 할 미지수를 나타낼 수도 있는데, 이 경우에는 '미지수'라고 한다. 예를 들어, 이차 방정식 {\displaystyle ax^{2}+bx+c=0}에서 변수 {\displaystyle a,b,c}는 매개변수이고, {\displaystyle x}는 미지수이다.
때로는 동일한 기호가 변수와 상수(즉, 잘 정의된 수학적 대상) 모두를 나타내는 데 사용되기도 한다. 예를 들어, 그리스 문자 π는 일반적으로 π 수를 나타내지만 사영을 나타내는 데도 사용되어 왔다. 마찬가지로 문자 e는 흔히 오일러 수를 나타내지만 4차 함수 및 그 이상의 차수를 가진 다항식의 미지정 계수를 나타내는 데 사용되기도 했다. 기호 {\displaystyle 1}조차 임의의 체의 항등원을 나타내는 데 사용된 바 있다. 이 두 개념은 거의 동일하게 사용되므로, 주어진 기호가 변수를 나타내는지 상수를 나타내는지는 대개 명시적으로 언급되어야 한다.
변수는 행렬, 함수, 함수의 인수, 집합과 그 원소, 벡터, 공간 등을 나타내는 데 자주 사용된다.
수리 논리학에서 '변수'는 이론의 미지정 상수를 나타내는 기호이거나 수량화되고 있는 변수를 의미한다.

## 역사
고대 저작물인 《에우클레이데스의 원론》에서는 단일 문자가 기하학적 점과 도형을 지칭하는 데 사용되었다. 7세기에 브라마굽타는 《브라마스푸타싯단타》에서 대수 방정식의 미지수를 표현하기 위해 서로 다른 색상을 사용했다. 이 책의 한 장은 "여러 색상의 방정식"이라고 명명되었다.
16세기 말, 프랑수아 비에트는 알려진 수와 미지수를 오늘날 변수라고 불리는 문자로 표현하고, 이들을 수처럼 취급하여 계산한 후 단순 대입으로 결과를 얻는 아이디어를 도입했다. 비에트의 관례는 알려진 값에는 자음을, 미지수에는 모음을 사용하는 것이었다.
1637년, 르네 데카르트는 "방정식에서 미지수를 x, y, z로, 알려진 값을 a, b, c로 표현하는 관례를 고안했다". 비에트의 관례와는 달리, 데카르트의 이 관례는 여전히 널리 사용되고 있다. 수학에서 문자 x의 역사는 1887년 《사이언티픽 아메리칸》 기사에서 논의된 바 있다.
1660년대부터 아이작 뉴턴과 고트프리트 빌헬름 라이프니츠는 독립적으로 미적분학을 발전시켰다. 이는 본질적으로 '변수량'의 무한소 변화가 이 첫 번째 변수의 '함수'인 다른 양에 어떻게 상응하는 변화를 유도하는지를 연구하는 것이다. 거의 한 세기 후, 레온하르트 오일러는 미적분학의 용어를 확립하고, 함수 f, 그 변수 x, 그리고 그 값 y를 y = f(x)로 표기하는 방식을 도입했다. 19세기 말까지 '변수'라는 단어는 거의 전적으로 함수의 인수와 값만을 지칭했다.
19세기 후반, 미적분학의 기초가 어디에서도 미분 불가능한 연속 함수와 같은 명백한 역설을 다루기에 충분히 형식화되지 않았다는 것이 밝혀졌다. 이 문제를 해결하기 위해 카를 바이어슈트라스는 극한의 직관적 개념을 형식적 정의로 대체하는 새로운 형식주의를 도입했다. 극한의 이전 개념은 "변수 x가 변화하여 a로 향할 때, f(x)는 L로 향한다"였는데, "향한다"에 대한 정확한 정의가 없었다. 바이어슈트라스는 이 문장을 다음 공식으로 대체했다.
{\displaystyle (\forall \epsilon >0)(\exists \eta >0)(\forall x)\;|x-a|<\eta }{\displaystyle \Rightarrow |L-f(x)|<\epsilon }
이 공식에서는 다섯 개의 변수 중 어느 것도 변화하는 것으로 간주되지 않는다.
이러한 정적 형식화는 현대적 변수 개념으로 이어졌다. 이는 단순히 미지의 수학적 대상을 나타내거나, 주어진 집합(예: 실수 집합)의 임의의 원소로 대체될 수 있는 대상을 나타내는 기호일 뿐이다.

## 표기법
변수는 일반적으로 한 글자로 표시되며, 대개 로마자를 사용하고 그리스 문자는 덜 사용한다. 글자는 소문자나 대문자로 쓰일 수 있다. 글자 뒤에는 아래 첨자가 올 수 있는데, 이는 숫자(x2와 같이), 다른 변수(xi), 단어나 단어의 약자(xtotal), 또는 수식(x2i + 1)이 될 수 있다. 컴퓨터 과학의 영향으로 순수 수학에서도 여러 글자와 숫자로 이루어진 변수명이 사용되기도 한다. 르네 데카르트의 관례를 따라, a, b, c와 같이 알파벳의 앞부분에 있는 글자들은 주로 알려진 값과 매개변수에 사용되고, x, y, z와 같이 알파벳의 끝부분에 있는 글자들은 주로 미지수와 함수의 변수에 사용된다. 수학 출판물에서는 변수와 상수를 이탤릭체로 표기하는 것이 일반적이다.
예를 들어, 일반적인 이차 함수는 관례적으로 {\displaystyle ax^{2}+bx+c}로 표기되는데, 여기서 a, b, c는 매개변수(또는 상수 함수이므로 상수라고도 함)이고 x는 함수의 변수이다. 이 함수를 더 명시적으로 표기하는 방법은 {\displaystyle x\mapsto ax^{2}+bx+c}인데, 이는 x의 함수-인수 지위와 a, b, c의 상수 지위를 명확히 한다. c는 x의 상수 함수인 항에 나타나므로 상수항이라고 부른다.
수학의 특정 분야와 응용 분야에는 변수에 대한 특정한 명명 규칙이 있다. 유사한 역할이나 의미를 가진 변수들은 흔히 연속된 문자나 같은 문자에 다른 아래 첨자를 붙여 표기한다. 예를 들어, 3차원 좌표 공간의 세 축은 관례적으로 x, y, z로 부른다. 물리학에서 변수의 이름은 대체로 그것이 기술하는 물리량에 의해 결정되지만, 다양한 명명 규칙이 존재한다. 확률론과 통계학에서 자주 따르는 관례는 확률 변수의 이름으로 X, Y, Z를 사용하고, 이에 대응하는 더 잘 정의된 값을 나타내는 변수에는 x, y, z를 사용하는 것이다.

## 변수의 갈래
동일한 수학 공식에서 변수들이 서로 다른 역할을 하는 경우가 흔하며, 이를 구별하기 위해 이름이나 한정어가 도입되었다. 예를 들어, 일반적인 3차 방정식
{\displaystyle \displaystyle {ax^{3}+bx^{2}+cx+d=0}}
은 다섯 개의 변수를 가진 것으로 해석된다. 네 개의 변수 a, b, c, d는 주어진 수로 간주되며, 다섯 번째 변수 x는 미지의 수로 이해된다. 이들을 구별하기 위해 변수 x는 '미지수'라고 부르고, 다른 변수들은 '매개변수' 또는 '계수'라고 부른다. 때로는 '상수'라고도 하지만, 이 마지막 용어는 방정식에서는 부정확하며 이 방정식의 좌변으로 정의되는 함수에 대해서만 사용해야 한다.
함수의 맥락에서 '변수'라는 용어는 일반적으로 함수의 인수를 지칭한다. 이는 "실변수 함수", "x는 함수 f: x ↦ f(x)의 변수이다", "f는 변수 x의 함수이다"(즉, 함수의 인수가 변수 x로 지칭됨을 의미)와 같은 문장에서 전형적으로 나타난다.
같은 맥락에서, x와 독립적인 변수들은 상수 함수를 정의하므로 '상수'라고 부른다. 예를 들어, '적분상수'는 특정 부정적분에 더해져 다른 부정적분들을 얻게 하는 임의의 상수 함수이다. 다항식과 다항 함수 사이의 강한 관계 때문에, '상수'라는 용어는 종종 다항식의 계수를 나타내는 데 사용되는데, 이는 부정원의 상수 함수이다.
변수에 대한 다른 특정 명칭들은 다음과 같다:
- 미지수는 방정식에서 풀어야 할 변수이다.
- 부정원은 다항식이나 형식적 멱급수에 나타나는 기호로, 흔히 변수라고 불린다. 형식적으로 말하면, 부정원은 변수가 아니라 다항식환이나 형식적 멱급수 환의 상수이다. 그러나 다항식이나 멱급수와 그들이 정의하는 함수 사이의 강한 관계 때문에, 많은 저자들은 부정원을 특별한 종류의 변수로 간주한다.
- 매개변수는 문제의 입력의 일부이며 이 문제의 전체 해결 과정 동안 일정하게 유지되는 양(보통 숫자)이다. 예를 들어, 역학에서 고체의 질량과 크기는 그 운동을 연구하는 데 있어 '매개변수'이다. 컴퓨터 과학에서 '매개변수'는 다른 의미를 가지며 함수의 인수를 나타낸다.
- 자유 변수와 종속 변수
- 확률 변수는 확률론과 그 응용 분야에서 사용되는 일종의 변수이다.

이러한 모든 변수의 명칭들은 의미론적 성격을 띠며, 이들을 계산하는 방식(구문)은 모두에 대해 동일하다.

### 종속변수와 독립변수
미적분학과 그것의 물리학 및 기타 과학에의 응용에서는 한 변수(예를 들어 y)의 가능한 값들이 다른 변수(예를 들어 x)의 값에 의존하는 경우가 매우 흔하다. 수학적 용어로, '종속' 변수 y는 x의 함수의 값을 나타낸다. 공식을 간단히 하기 위해 종속변수 y와 x를 y로 대응시키는 함수에 대해 동일한 기호를 사용하는 것이 흔히 유용하다. 예를 들어, 물리계의 상태는 압력, 온도, 공간적 위치 등과 같은 측정 가능한 양들에 의존하며, 이 모든 양들은 계가 진화함에 따라 변화한다. 즉, 이들은 시간의 함수이다. 계를 기술하는 공식에서 이러한 양들은 시간에 종속적인 변수들로 표현되며, 따라서 암묵적으로 시간의 함수로 간주된다.
그러므로 공식에서 종속변수는 암묵적으로 다른 변수(또는 여러 다른 변수들)의 함수인 변수이다. 독립변수는 종속적이지 않은 변수이다.
변수가 종속적인지 독립적인지의 특성은 종종 관점에 따라 다르며 본질적인 것은 아니다. 예를 들어, f(x, y, z)라는 표기에서 세 변수는 모두 독립적일 수 있으며 이 표기는 세 변수의 함수를 나타낸다. 반면에 y와 z가 x에 의존한다면(종속변수라면) 이 표기는 단일 '독립변수' x의 함수를 나타낸다.

### 예시
실수에서 실수로의 함수 f를 다음과 같이 정의한다면,
{\displaystyle f(x)=x^{2}+\sin(x+4)}
여기서 x는 정의되는 함수의 인수를 나타내는 변수로, 어떤 실수도 될 수 있다.
항등식
{\displaystyle \sum _{i=1}^{n}i={\frac {n^{2}+n}{2}}}
에서 변수 i는 합산 변수로, 1, 2, ..., n의 각 정수를 차례로 나타낸다(이는 또한 이산적인 값의 집합에 대해 변화하므로 '지수'라고도 불린다). 반면 n은 매개변수이다(공식 내에서 변화하지 않는다).
다항식 이론에서 2차 다항식은 일반적으로 ax2 + bx + c로 표기되는데, 여기서 a, b, c는 계수라고 불린다(이들은 고정된 것으로 가정되며, 고려 중인 문제의 매개변수이다). 반면 x는 변수라고 불린다. 이 다항식을 다항 함수로서 연구할 때, 이 x는 함수의 인수를 나타낸다. 다항식을 그 자체로 연구할 때는 x를 부정원으로 간주하며, 이러한 지위를 나타내기 위해 종종 대문자로 표기한다.

#### 예시: 이상기체 법칙
이상기체 법칙을 기술하는 방정식{\displaystyle PV=Nk_{B}T}를 고려해 보자. 이 방정식은 일반적으로 네 개의 변수와 한 개의 상수를 가진 것으로 해석된다. 상수는 {\displaystyle k_{B}}로, 볼츠만 상수이다. 변수 중 하나인 {\displaystyle N}(입자의 수)은 양의 정수(따라서 이산 변수)이며, 나머지 세 변수 {\displaystyle P,V,T}는 각각 압력, 부피, 온도를 나타내는 연속 변수이다.
이 방정식을 재배열하여 {\displaystyle P}를 다른 변수들의 함수로 표현할 수 있다.{\displaystyle P(V,N,T)={\frac {Nk_{B}T}{V}}.}그러면 {\displaystyle P}는 다른 변수들의 함수로서 종속변수가 되고, 그 인수들인 {\displaystyle V,N,T}는 독립변수가 된다. 이 함수를 더 형식적으로 접근하여 그 정의역과 치역을 생각해 볼 수 있다. 함수 표기법으로, 여기서 {\displaystyle P:\mathbb {R} _{>0}\times \mathbb {N} \times \mathbb {R} _{>0}\rightarrow \mathbb {R} } 함수이다.
그러나 실험에서 압력이 독립변수들 중 하나에 대해 어떻게 의존하는지 결정하려면, {\displaystyle T}를 제외한 모든 변수를 고정해야 한다. 이는{\displaystyle P(T)={\frac {Nk_{B}T}{V}},}라는 함수를 제공하는데, 여기서 {\displaystyle N}과 {\displaystyle V}도 이제 상수로 간주된다. 수학적으로 이는 앞서 본 함수 {\displaystyle P}의 부분 적용에 해당한다.
이는 독립변수와 상수가 대체로 취해진 관점에 따라 달라진다는 것을 보여준다. 심지어 {\displaystyle k_{B}}를 변수로 간주하여{\displaystyle P(V,N,T,k_{B})={\frac {Nk_{B}T}{V}}.}라는 함수를 얻을 수도 있다.

## 모듈라이 공간
상수와 변수를 고려하는 것은 모듈라이 공간의 개념으로 이어질 수 있다. 설명을 위해 포물선의 방정식{\displaystyle y=ax^{2}+bx+c,}를 고려해 보자. 여기서 {\displaystyle a,b,c,x,y}는 모두 실수로 간주된다. 이 방정식을 만족하는 2차원 평면 상의 점 {\displaystyle (x,y)}의 집합은 포물선의 그래프를 그린다. 여기서 {\displaystyle a,b,c}는 포물선을 지정하는 상수로 간주되며, {\displaystyle x}와 {\displaystyle y}는 변수이다.
그런 다음 {\displaystyle a,b,c}를 변수로 간주하면, 각각의 3항 {\displaystyle (a,b,c)} 집합이 서로 다른 포물선에 대응한다는 것을 관찰할 수 있다. 즉, 이들은 '포물선 공간'의 좌표를 지정한다. 이를 포물선의 모듈라이 공간이라고 한다.

## 관례적인 변수명
- a, b, c, d(때로는 e, f까지 확장)는 매개변수나 계수에 사용
- a0, a1, a2, ... 는 서로 다른 문자를 사용하기 불편한 상황에 사용
- ai 또는 ui는 수열의 i번째 항이나 급수의 i번째 계수에 사용
- f, g, h는 함수에 사용 ({\displaystyle f(x)}와 같이)
- i, j, k(때로는 l이나 h)는 변화하는 정수나 지수화된 집합의 지수, 또는 단위 벡터에 사용
- l과 w는 도형의 길이와 너비에 사용
- l은 또한 직선을 나타내거나, 수론에서 p와 같지 않은 소수를 나타내는 데 사용
- n(m을 두 번째로 선택)은 고정된 정수, 예를 들어 물체의 수나 방정식의 차수를 나타내는 데 사용
- p는 소수나 확률을 나타내는 데 사용
- q는 소수의 거듭제곱이나 몫을 나타내는 데 사용
- r은 반지름, 나머지, 또는 상관계수를 나타내는 데 사용
- t는 시간을 나타내는 데 사용
- x, y, z는 유클리드 기하학에서 점의 세 가지 데카르트 좌표나 해당 축을 나타내는 데 사용
- z는 복소수를 나타내거나, 통계학에서 정규 확률 변수를 나타내는 데 사용
- α, β, γ, θ, φ는 각도를 나타내는 데 사용
- ε(δ를 두 번째로 선택)은 임의로 작은 양수를 나타내는 데 사용
- λ는 고윳값을 나타내는 데 사용
- Σ(대문자 시그마)는 합을 나타내거나, σ(소문자 시그마)는 통계학에서 표준 편차를 나타내는 데 사용[21]
- μ는 평균값을 나타내는 데 사용

## 같이 보기
- 매개 변수
- 논리 변수
- 정적 변수
- 비정의 변수
- 비참조 변수
- 수학 기호
- 변수 (컴퓨터 과학)
- 변인

## 서지
- Edwards, Joseph (1892). 《An Elementary Treatise on the Differential Calculus》 2판. London: MacMillan and Co.
- Foerster, Paul A. (2006). 《Algebra and Trigonometry: Functions and Applications》 classics판. Upper Saddle River, NJ: Prentice Hall. ISBN 978-0-13-165711-3.
- Fraleigh, John B. (1989). 《A First Course in Abstract Algebra》 4판. United States: Addison-Wesley. ISBN 978-0-201-52821-3.
- Hosch, William L., 편집. (2010). 《The Britannica Guide to Algebra and Trigonometry》. Britannica Educational Publishing. ISBN 978-1-61530-219-2.
- Menger, Karl (1954). “On Variables in Mathematics and in Natural Science”. 《The British Journal for the Philosophy of Science》 (University of Chicago Press) 5 (18): 134–142. doi:10.1093/bjps/V.18.134. JSTOR 685170.
- Peregrin, Jaroslav (2000). 〈Variables in Natural Language: Where do they come from?〉 (PDF).   Böttner, Michael; Thümmel, Wolf. 《Variable-Free Semantics》. Osnabrück Secolo. 46–65쪽. ISBN 978-3-929979-53-4.
- Quine, Willard V. (1960). “Variables Explained Away” (PDF). 《Proceedings of the American Philosophical Society》 (American Philosophical Society) 104 (3): 343–347. JSTOR 985250.
- Sorell, Tom (2000). 《Descartes: A Very Short Introduction》. New York: Oxford University Press. ISBN 978-0-19-285409-4.
- Stover, Christopher; Weisstein, Eric W. 〈Variable〉.   Weisstein, Eric W. 《Wolfram MathWorld》. Wolfram Research. 2021년 11월 22일에 확인함.
- Tabak, John (2014). 《Algebra: Sets, Symbols, and the Language of Thought》. Infobase Publishing. ISBN 978-0-8160-6875-3.